# تپه توران شهر ۲
تپه توران شهر ۲ مربوط به دوره اشکانیان - دوره ساسانیان است و در شهرستان گیلانغرب، بخش مرکزی، دهستان گورسفید، ۲۰ متری شمال شر ق روستای توران شهر واقع شده و این اثر در تاریخ ۲۶ اسفند ۱۳۸۷ با شمارهٔ ثبت ۲۵۵۴۵ به‌عنوان یکی از آثار ملی ایران به ثبت رسیده است.